# Glen Innes Severn Council
Glen Innes Severn Council is een Local Government Area (LGA) in de Australische deelstaat New South Wales. Glen Innes Severn Council telt 8.735 inwoners. De hoofdplaats is Glen Innes.